# 石巻市立女子商業高等学校
石巻市立女子商業高等学校（いしのまきしりつじょししょうぎょうこうとうがっこう）とは、かつて宮城県石巻市に存在した石巻市立の女子高等学校である。2015年3月21日に閉校した。宮城県石巻商業高等学校の共学化により、商業科を志望する女子生徒が石巻商業に流れていることから、定員を減少させていた。
2009年7月に石巻市教委において石巻市立女子高等学校と当面普通科の女子校として統合する方向で調整中であることが明らかとなり、2015年4月に石巻市立桜坂高等学校として開校する。 存続校は石巻市女子高となり、大規模改修を行う。
2011年12月以降、東日本大震災に伴い石巻市立女子高等学校の校地内の仮校舎に移転していた。

## 設置学科
- 全日制課程
  - 商業科

## 沿革
- 1957年3月5日 - 牡鹿郡渡波町立渡波家政専修学校の設立を認可
- 1957年4月15日 - 開校式・第1回入学式を挙行
- 1959年5月21日 - 渡波町の石巻市への合併に伴い、石巻市立石巻家政専修学校と改称
- 1961年3月31日 - 石巻市立石巻家政専修学校廃止
- 1961年4月1日 - 石巻家政高等学校第二校舎となり商業科を設置
- 1962年4月1日 - 石巻市立女子高等学校と改称
- 1963年3月31日 - 石巻市立女子高等学校第二校舎商業科廃止
- 1963年4月1日 - 石巻市立女子商業高等学校として独立設置
- 1964年10月31日 - 校歌制定
- 1977年8月26日 - 校旗制定
- 2011年3月11日 - 東日本大震災により校舎、敷地が津波により甚大な被害にあう。生徒、教職員ら6人が津波に巻き込まれて亡くなった。
- 2012年10月26日 - 校舎を取り壊されるのに伴うお別れの会が行われた[4]。
- 2015年3月21日 - 閉校。